# Zeche Vereinigte Kirschbaum & Neumark
Die Zeche Vereinigte Kirschbaum & Neumark im Bochumer Stadtteil Weitmar, Ortsteil Munscheid ist ein ehemaliges Steinkohlenbergwerk. Das Bergwerk war auch unter den Namen Zeche Vereinigte Kirschbaum & Neue Marck und Zeche Vereinigte Kirschbaum & Neumarck bekannt. Das Bergwerk ist aus einer Konsolidation mehrerer Bergwerke entstanden.

## Bergwerksgeschichte
Am 18. Juli des Jahres 1791 konsolidierten die Zechen Kirschbaum und Marck zur Zeche Vereinigte Kirschbaum & Neumark. Das Bergwerk wurde durch den tieferen Stollen der Zeche Kirschbaum gelöst. Noch im selben Jahr wurde der Abbau im Grubenfeld der Zeche Marck eingestellt. Im Jahr 1795 wurde ein neuer Stollen aufgefahren, da der alte Stollen verbrochen war. Der neue Stollen wurde Kirschbaumer Stollen genannt. Das Stollenmundloch des Kirschbaumer Stollen lag neben dem des verbrochenen alten Stollens. Die Förderung der abgebauten Kohle wurde über Schächte getätigt. Es wurde ein 3320 Meter langer Schiebeweg zur Ruhr erstellt. Im Jahr 1796 war der Schacht 5 als sogenannter Haelfs-Schacht (Hilfsschacht) in Betrieb. Im Jahr 1800 waren die Schächte 1 und 6 in Förderung. Im Jahr 1807 wurde der Pferdegöpelschacht Christiane in Betrieb genommen, dieser wurde später umbenannt in Schacht Caroline.
Im Jahr 1810 waren die Schächte 2, 3, 4, Amalie und Caroline in Betrieb. Im Jahr 1815 wurde ein 2150 Lachter langer Schienenweg zur Kohlenniederlage an der Ruhr erstellt. Von diesem Schienenweg waren zunächst nur 850 Lachter in Betrieb. Im selben Jahr waren die Schächte Amalie, Catharina, Caroline und Johanna in Betrieb. Im Jahr 1820 waren die Schächte Catharina, Caroline, Hermann und Lisette in Förderung. In der ersten Jahreshälfte des Jahres 1825 waren die Schächte Antoinette, Carl und Hermann in Förderung. Von Juli bis Dezember desselben Jahres lag das Bergwerk in Fristen. Danach war das Bergwerk vermutlich wieder in Betrieb, es wurde jedoch ab dem 14. Juli des Jahres 1827 erneut in Fristen gelegt. Ab Dezember desselben Jahres wurde das Bergwerk wieder in Betrieb genommen. Im Jahr 1830 waren zunächst noch die Schächte Antoinette und Carl in Betrieb, ab dem 30. November desselben Jahres wurde die Zeche stillgelegt. Im Jahr 1837 wurde die Berechtsame neu verliehen, jedoch wurde das Bergwerk wiederum in Fristen erhalten. Im Jahr 1837 wurde durch den Hasenwinkel-Himmelscroner Erbstolln tiefer aufgeschlossen. Ab dem Juli desselben Jahres wurde die Zeche wieder in Betrieb genommen. Die Förderung erfolgte über den Schacht Constanz August des Hasenwinkel-Himmelscroner Erbstolln. 
Am 16. April des Jahres 1844 wurde das Längenfeld Kirschbaum & Neumark I verliehen. Im Jahr 1845 wurde Abbau betrieben, die Förderung erfolgte weiterhin über den Schacht Constanz August des Hasenwinkel-Himmelscroner Erbstolln. Zusätzlich wurde die Kohle über eine Tagesstrecke gefördert. Am 22. März des Jahres 1850 wurde das Längenfeld Kirschbaum & Neumark II verliehen. Am 14. März des Jahres 1856 konsolidierte die Zeche Vereinigte Kirschbaum & Neumark zur Zeche Hasenwinkel.

## Förderung und Belegschaft
Die ersten Förderzahlen des Bergwerks stammen aus dem Jahr 1796, es wurden 2882 Tonnen Steinkohle gefördert. Im Jahr 1805 wurden mit 20 Bergleuten 3659 Tonnen Steinkohle gefördert. Im Jahr 1825 sank die Förderung auf 1326 Tonnen. Auch im Jahr 1830 sank die Förderung auf 1106 Tonnen Steinkohle. Im Jahr 1838 erneuter Förderrückgang auf 694 Tonnen Steinkohle. Im Jahr 1840 wurden 39.156 preußische Tonnen Steinkohle gefördert. Die maximale Förderung des Bergwerks wurde 1842 erbracht, es wurden 14.391 Tonnen Steinkohlen gefördert. Im Jahr 1846 wurden 9705 Tonnen Steinkohle gefördert. Im Jahr 1851 wurden 82.152 preußische Tonnen Steinkohle gefördert, diese Förderung wurde von 90 Bergleuten erbracht. Die letzten Zahlen sind aus dem Jahr 1855 bekannt, es wurden 82.152⅛ preußische Tonnen Steinkohlen gefördert. Diese Förderung wurde von 90 Bergleuten erbracht.